# ترانس-۲-متیل-۲-بوتانول
ترانس-۲-متیل-۲-بوتانول (به انگلیسی: Trans-2-Methyl-2-butenal) با فرمول شیمیایی C۵H۸O یک ترکیب شیمیایی با شناسه پاب‌کم ۵۳۲۱۹۵۰ است. که جرم مولی آن ۸۴٫۱۲ می‌باشد. شکل ظاهری این ترکیب، مایع بی‌رنگ است.